# Why We Fight
Why We Fight är en amerikansk dokumentärfilm från 2005, skriven och regisserad av Eugene Jarecki, som bland annat tar upp den drivkraft som USA har när det kommer till krigföring och liknande frågor. Bland annat tas George W. Bushs administration upp och vilka konsekvenser deras handlande har givit och orsakat.  
Som fokus och inspiration visar man också Dwight D. Eisenhowers avskedstal som president för USA 1961. Eisenhower varnade där för det så kallade militär-industriellt komplexet och att han var rädd för hur någon efterträdare i framtiden som inte hade samma militära erfaranheter som honom skulle sköta den.
Why We Fight berättar också om livet för en pensionerad polis vid namn Wilton Sekzer vars son miste livet när terrorister slog till mot World Trade Center, tisdagen den 11 september 2001. Sekzer, som mitt i sorgen kände att han ville göra något för sin sons död, beslöt sig för att ta kontakt med militären om en önskan att skriva sonens namn som en hälsning på en av bomberna som sedan skulle till Irak. Något i efterhand Sekzer ångrade djupt.
Filmens titel kommer ifrån de propagandafilmer som den kände filmregissören Frank Capra skapade åt soldaterna inför andra världskriget för att få upp kämparandan.
Why We Fight vann pris för bästa dokumentär på Sundance Film Festival  2005.